# Coptología

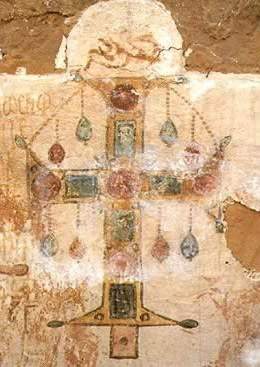
Pintura de una cruz de Kellia, finales del.

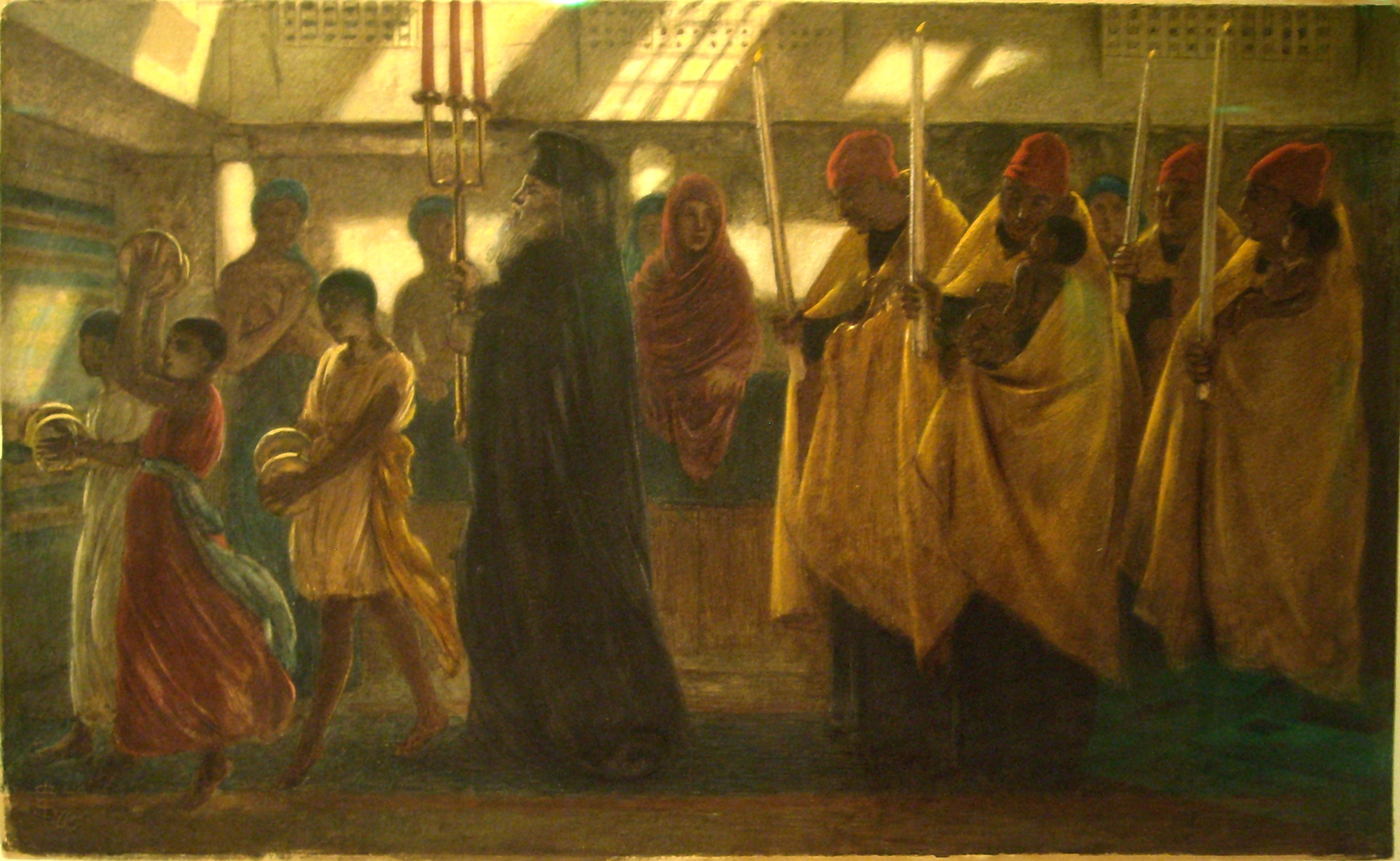
'Procesión bautismal copta' por el pintor prerrafaelita inglés Simeón Solomon, 1865.

La coptología es la ciencia de los estudios coptos, el estudio del lenguaje y la literatura coptos.

## Origen
El interés europeo en la coptología puede haber comenzado ya en el siglo XV d. C. El término se utilizó en 1976 cuando se celebró el Primer Congreso Internacional de Coptología en El Cairo, bajo el título: "Coloquio sobre el futuro de los estudios coptos" (11-17 de diciembre). Esto fue seguido por el establecimiento de la " Asociación Internacional de Estudios Coptos ". Uno de los fundadores del Coloquio y la Asociación fue Pahor Labib, director del Museo Copto en El Cairo durante 1951-65. Las palabras 'Coptología' y 'Coptólogo' fueron introducidas al idioma inglés por Aziz Surial Atteya .

## Instituciones mundiales
Diversas instituciones imparten cursos de coptología más o menos regulares en 47 países de todo el mundo, incluidos Australia, Gran Bretaña, Canadá, Alemania, Israel, España, Suiza y Estados Unidos. En 2002 se abrió una cátedra de estudios coptos en la Universidad Americana de El Cairo.  

## Divisiones
- Arte y textiles
- Idioma
- Historia
- Arquitectura
- Literatura
- Música

## Revistas
- Publicaciones de Coptología - Journal of Coptic Thought and Spirituality
- Revista de estudios coptos
- Göttinger Miszellen

## Coptólogos destacados
- OHE Burmester
- Walter Ewing Crum
- Otto Friedrich August Meinardus
- Carl Schmidt
- Jozef Vergote
- Hilde Zaloscer
- Rodolphe Kasser
- Stephen Emmel
- Aziz Suryal Atiya
- Iris Habib Elmasry
- Gawdat Gabra
- Pahor Labib
- Nabila Erian
- Christian Cannuyer